# باشگاه فوتبال جوهر دارالتعظیم
باشگاه فوتبال جوهر دارالتعظیم (به مالایی: Kelab Bola Sepak Johor Darul Ta'zim) یک باشگاه فوتبال است که در شهر جوهر بهرو، ایالت جوهر، مالزی قرار دارد.

## افتخارات

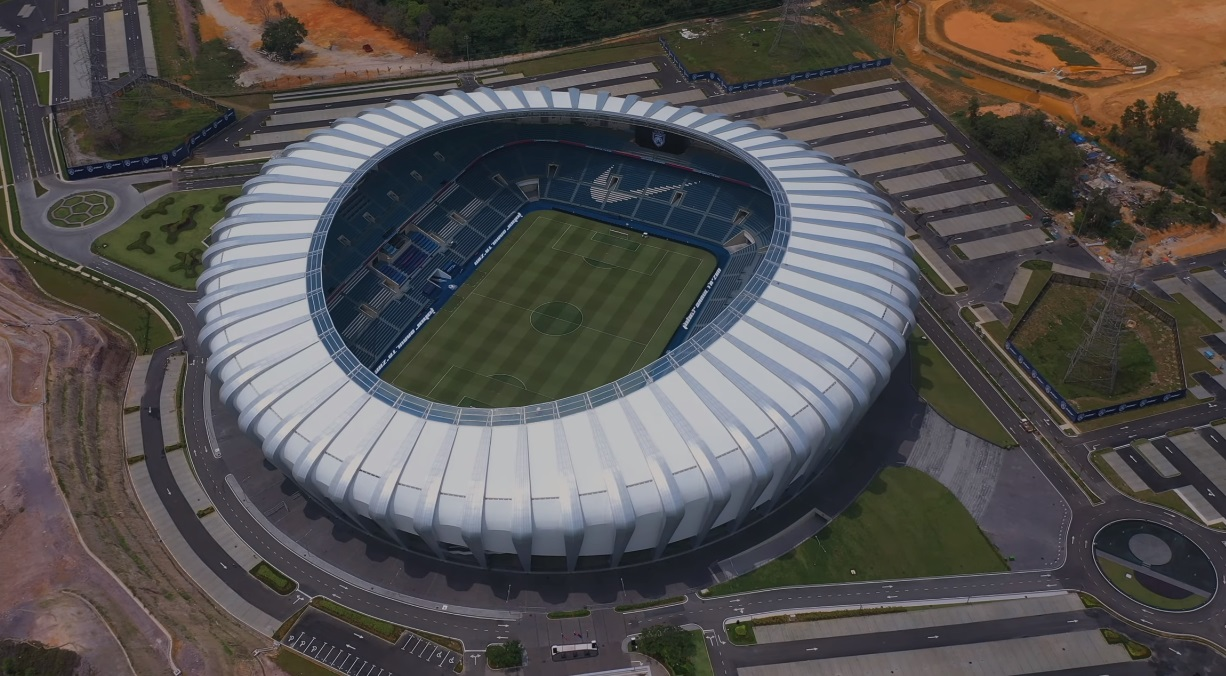
ورزشگاه سلطان ابراهیم

### داخلی

#### لیگ
- سوپر لیگ / دسته اول
  - قهرمان (۱۱): ۲۰۱۴٬۲۰۱۵٬۲۰۱۶٬۲۰۱۷٬۲۰۱۸٬۲۰۱۹٬۲۰۲۰٬۲۰۲۱٬۲۰۲۲٬۲۰۲۳٬۲۰۲۴
- لیگ برتر / دسته دوم
  - برنده (۲): ۲۰۰۱

#### جام‌ها
- جام خیار
- FA Cup
  - قهرمان (۱): ۲۰۱۶

### بین‌المللی

#### عملکرد در مسابقات AFC
- لیگ قهرمانان آسیا / جام باشگاه‌های آسیا: ۳ حضور
۹۷–۱۹۹۶: یک شانزدهم[۱]
۲۰۱۵: مرحله انتخابی دور دوم
۲۰۱۶: مرحله انتخابی دور دوم
- لیگ قهرمانان آسیا ۲: ۳ حضور
۲۰۰۹: مرحله گروهی[۲]
۲۰۱۵: قهرمان
۲۰۱۶:"یک شانزدهم"(در دست اقدام)
- لیگ نخبگان آسیا (الیت)